# Andrew Blake (Mathematiker)

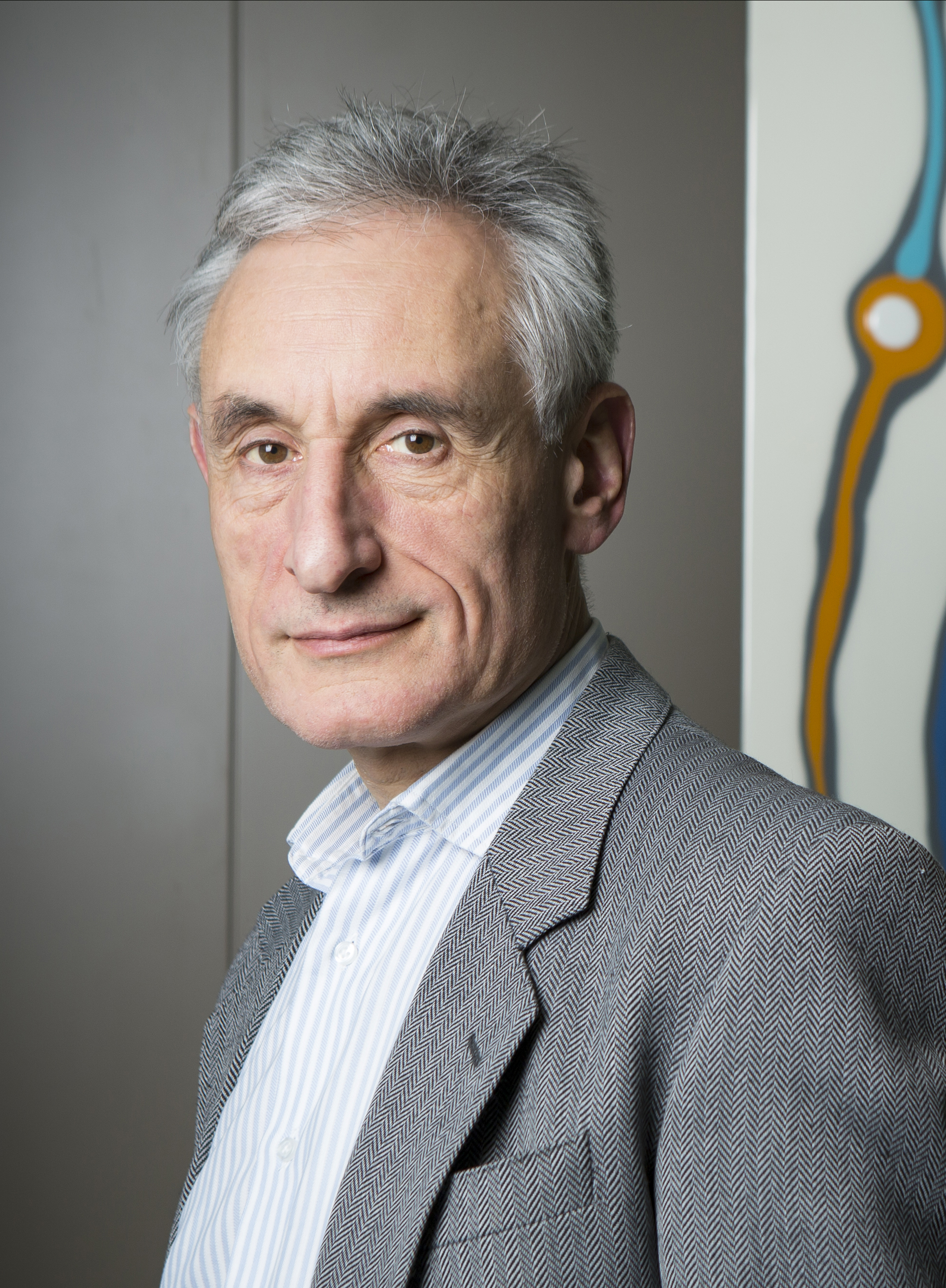

Andrew Blake (* 1956)  ist ein britischer Mathematiker und Informatiker, der sich mit Computer-Sehen befasst. Er war Direktor von Microsoft Research in Cambridge und Professor an der University of Edinburgh.
Blake studierte ab 1974 an der Universität Cambridge (Trinity College) mit dem Bachelor-Abschluss in Mathematik und Elektrotechnik 1977. Danach war er ein Jahr als Kennedy-Stipendiat am Massachusetts Institute of Technology und arbeitete zwei Jahre in der Rüstungsindustrie (Elektro-Optik Gruppe bei Ferranti in Edinburgh), bevor er an der Universität Edinburgh weiterstudierte und dort 1983 promoviert wurde. Bis 1987 war er dort Royal Society Research Fellow und Lecturer in Informatik und ging dann als Fellow des Exeter College an die Universität Oxford, an der er 1996 Professor wurde. 1998/99 war er Royal Society Senior Research Fellow und 1999 Gastprofessor in Oxford. Ab 1999 war er bei Microsoft Research in Cambridge, wo er die Gruppe für Computer-Sehen leitete. 2008 wurde er stellvertretender Direktor und 2010 Direktor des Labors. 2002 wurde er Principal Research Scientist, 2005 Partner und 2010 Distinguished Scientist bei Microsoft. 2015 wurde er Direktor des Alan Turing Institute.
Blake ist Fellow der Royal Society (2005) und der Royal Academy of Engineering (1998). 2000 wurde er Fellow von Clare Hall an der Universität Cambridge.
2014 hielt er die Gibbs Lecture. 2006 erhielt er die Silbermedaille der Royal Academy of Engineering, er gewann 1992 (mit R. Cipolla) und 1996 (mit Michael  Isard) den Preis der European Conference on Computer Vision und erhielt 2001 mit K. Toyama den IEEE David Marr Prize. 2007 erhielt er die Mountbatten Medal der Institution of Engineering and Technology. 2008 wurde er Fellow der IEEE.
2011 erhielt er mit Kollegen bei Microsoft Research den MacRobert Award der Royal Academy of Engineering für Lernalgorithmen bei Kinetic Human Motion Capture von Microsoft. 2012 erhielt er einen Ehrendoktor in Edinburgh und 2013 an der University of Sheffield. Für 2016 wurde ihm die Lovelace Medal zugesprochen.

## Schriften
- mit Andrew Zisserman Visual Reconstruction, MIT Press 1987
- mit Alan Yuille Active Vision, MIT Press 1992
- mit Michael Isard Active Contours, Springer Verlag 1998
- Herausgeber mit Pushmeet Kohli, Carsten Rother Markov Random Fields for Vision and Image Processing, MIT Press 2011